# Biston variegata
Biston variegata là một loài bướm đêm trong họ Geometridae.